# Driebes
Driebes ist ein zentralspanischer Ort und eine Gemeinde (municipio) mit 342 Einwohnern (Stand: 2024) im Südwesten der Provinz Guadalajara in der Autonomen Gemeinschaft Kastilien-La Mancha. 

## Lage und Klima
Driebes liegt in einer Höhe von ca. 730 m in der Kulturlandschaft der Alcarria. Der Tajo begrenzt die Gemeinde im Süden und Südosten. Die Entfernung zur nordnordwestlich gelegenen Provinzhauptstadt Guadalajara beträgt ca. 40 Kilometer (Fahrtstrecke). Das Klima ist gemäßigt bis warm; Regen fällt übers Jahr verteilt.

## Bevölkerungsentwicklung
| Jahr      | 1970 | 1981 | 1991 | 2001 | 2011 | 2021 |
| Einwohner | 658  | 462  | 370  | 355  | 443  | 361  |

## Sehenswürdigkeiten
- Kirche Mariä Himmelfahrt
- Christuskapelle
- Ruine der Marienkapelle